# ريوسوكي ناريتا
ريوسوكي ناريتا (باليابانية: 成田 諒介) (مواليد 9 سبتمبر 1988) هو لاعب كرة قدم ياباني.

## وصلات خارجية
- ريوسوكي ناريتا على موقع رابطة كرة القدم اليابانية للمحترفين (اليابانية)
- ريوسوكي ناريتا على موقع قاعدة بيانات كرة القدم.إي يو (الإنجليزية)
- ريوسوكي ناريتا على موقع Soccerway.com (الإنجليزية)